# Église catholique au Bhoutan
 (avril 2010).
Si vous disposez d'ouvrages ou d'articles de référence ou si vous connaissez des sites web de qualité traitant du thème abordé ici, merci de compléter l'article en donnant les références utiles à sa vérifiabilité et en les liant à la section « Notes et références ».
L'Église catholique de Bhoutan fait partie de l'Église catholique universelle spirituellement guidée par le pape. 

## Origines
Deux ordres religieux, les jésuites (1963) et les Salésiens (1965), étaient invités au pays pour diriger des écoles. Les Salésiens furent expulsés en février 1982, sous l'accusation de prosélytisme. Le seul missionnaire catholique, qui pouvait rester dans le pays était le jésuite canadien William Mackey, pionnier de l'éducation nationale de 1963 jusqu´à sa mort en 1995, car, par faveur spéciale accordée en reconnaissance des éminents services rendus, le roi lui avait accordé la citoyenneté bhoutanaise. 

## XXIesiècle
On estime qu'il y a près d'un millier de catholiques dans le pays et les chrétiens de toutes dénominations subissent des discriminations. La religion officielle est le bouddhisme. Canoniquement les catholiques du Bhoutan relèvent du diocèse de Darjeeling en Inde. 
Le dimanche des Rameaux, 8 avril 2001, la police bhoutanaise entrait dans les rares lieux de cultes et établissait une liste des noms des croyants et menaçait le prêtre d'arrestation après un interrogatoire. Il est illégal pour des chrétiens d'avoir des messes publiques. Souvent, les prêtres ne peuvent entrer dans le pays. 
Le premier prêtre catholique bhoutanais, le jésuite Kinley Tshering, était ordonné 1986. Comme citoyen bhoutanais il voyage sans restriction dans le pays, et y célèbre la messe de Noël, sous le prétexte que c'est son anniversaire: il est né un 24 décembre.